# Łarisa Wolpert
Łarisa Wolpert, ros. Лариса Ильинична Вольперт (ur. 30 marca 1926 w Leningradzie, zm. 1 października 2017) – estońska szachistka, arcymistrzyni od 1977 roku.

## Kariera szachowa
W latach 50. XX wieku należała do grona najlepszych szachistek świata. Trzykrotnie wystąpiła w szachowych turniejach pretendentek, w 1955 (w Moskwie) zajmując drugie a w 1959 (w Płowdiwie) - trzecie miejsce. Wyniki te odpowiadały wówczas odpowiednio III i IV miejscu na świecie. Trzeci występ w turnieju pretendentek nie był już dla niej tak udany - w 1961 (we Vrnjačkiej Banji) podzieliła VII lokatę.
W roku 1947 po raz pierwszy wystąpiła w finale indywidualnych mistrzostw Związku Radzieckiego. W czasie swojej kariery trzykrotnie zdobyła tytuł mistrzyni ZSRR, w latach 1954, 1958 (po zwycięstwie w dogrywce z Kirą Zworykiną) i 1959. W roku 1957 triumfowała w mistrzostwach Czechosłowacji (startując poza konkursem), a w 1960 zwyciężyła w Tbilisi.
W 1977 r. Międzynarodowa Federacja Szachowa przyznała jej honorowy tytuł arcymistrzyni za wyniki osiągnięte w przeszłości.